# Tribolonotus gracilis
Tribolonotus gracilis là một loài thằn lằn trong họ Scincidae. Loài này được De Rooij mô tả khoa học đầu tiên năm 1909.

## Hình ảnh

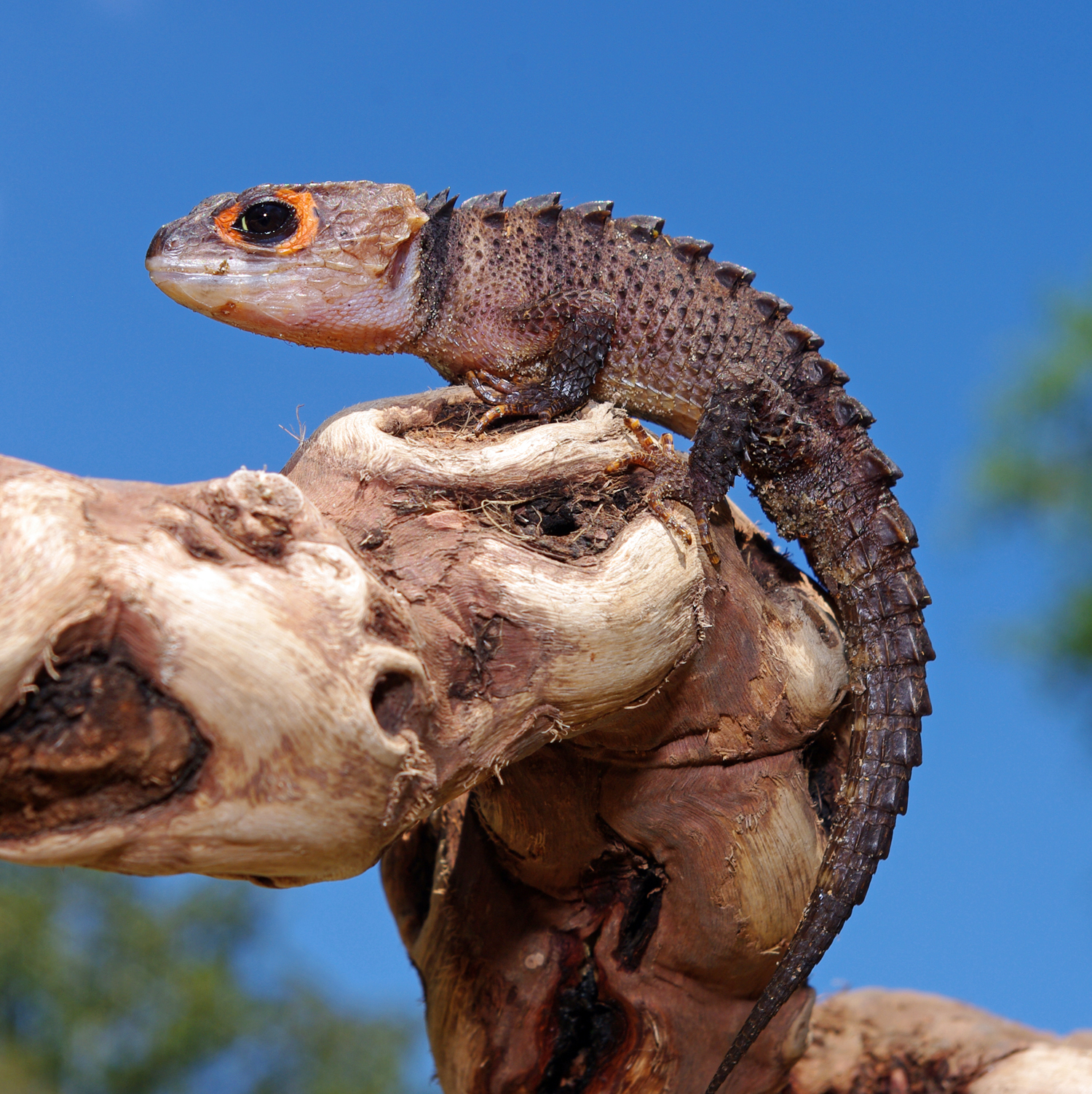
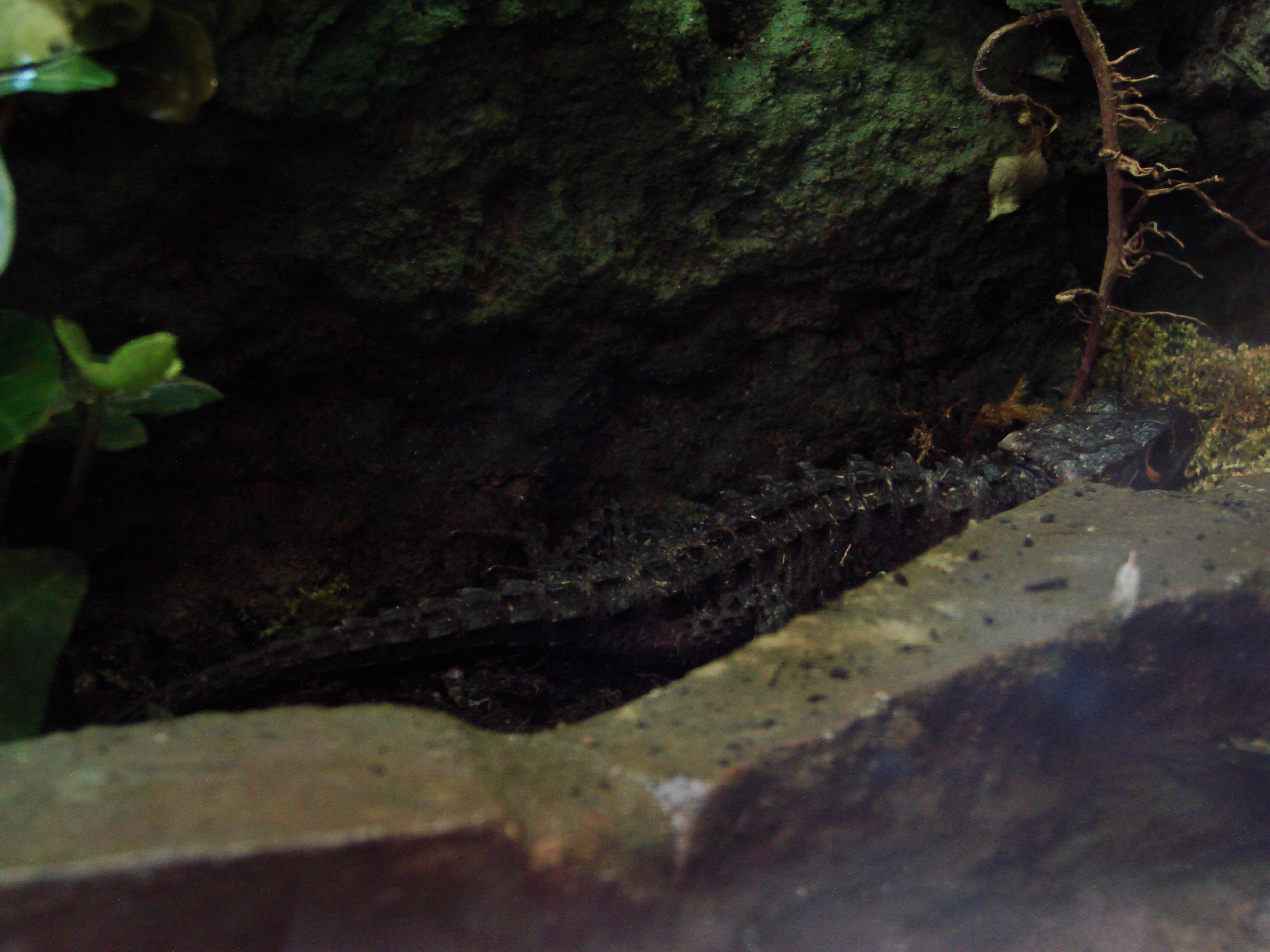
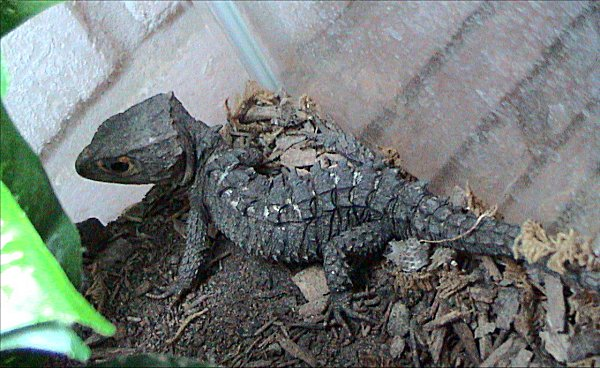